# Ingle Farm
Ingle Farm är en del av en befolkad plats i Australien. Den ligger i kommunen Salisbury och delstaten South Australia, omkring 11 kilometer norr om delstatshuvudstaden Adelaide. Antalet invånare är 8 474.
Runt Ingle Farm är det mycket tätbefolkat, med 1 266 invånare per kvadratkilometer.. Närmaste större samhälle är Adelaide, omkring 11 kilometer söder om Ingle Farm. 
Runt Ingle Farm är det i huvudsak tätbebyggt. Genomsnittlig årsnederbörd är 593 millimeter. Den regnigaste månaden är juli, med i genomsnitt 95 mm nederbörd, och den torraste är december, med 13 mm nederbörd.